# Liste der Orte im Landkreis Bad Dürkheim

Wappen des Landkreises Bad Dürkheim

Die Liste der Orte im Landkreis Bad Dürkheim enthält die Städte, Verbandsgemeinden, Ortsgemeinden und Gemeindeteile (Ortsbezirke, Wohnplätze und sonstige Gemeindeteile) im rheinland-pfälzischen Landkreis Bad Dürkheim.

Es handelt sich dabei um das amtliche Verzeichnis der Gemeinden und Gemeindeteile und setzt sich zusammen aus dem vom Statistischen Landesamt Rheinland-Pfalz geführten amtlichen Namensverzeichnis der Gemeinden und dem vom Landesamt für Vermessung und Geobasisinformation Rheinland-Pfalz geführten amtlichen Verzeichnis der Gemeindeteile.

## Verbandsfreie Gemeinde Haßloch
Gemeindeteile in der verbandsfreien Gemeinde Haßloch:
- Am Rennplatz
- Sendlingrabenhof
- An der Aumühle
- An der Sägmühle
- Bruchhof
- Fohlenhof
- Fronmühle
- Ganerb
- Hilbenhof
- Im Streitert
- In der Sang
- Industriegebiet Süd
- Jugendhof
- Neumühle
- Obermühle
- Pfalzmühle
- Sägmühle
- Wehlache
- Wohnhaus Herrenweg bei der Eichschwalbe
- Christhof
- Lehmgrubenhof

## Verbandsfreie Stadt Bad Dürkheim
Gemeindeteile in der Stadt Bad Dürkheim:
- Altenbach, Flakhaus
- Am Neuberg
- Eppental und Schlangental
- Erlenbach, Forsthaus
- Fünfguldenberg
- Gaistal
- Grethen (Ortsbezirk)
- Guck ins Land
- Hammelstalstraße
- Hausen
- Isenach, Gaststätte
- Jägertal
- Kehr dich an nichts, Forsthaus
- Kirschtal
- Köppel
- Kohlenhäuser
- Lambertskreuz
- Limburg
- Luitpoldweg
- Rudolf-Bart-Siedlung
- Saupferch
- Schlammberg und Forstberg
- Seebach (Ortsbezirk)
- Trift
- Hardenburg (Ortsbezirk)
- Alte Schmelz
- Klaustal
- Neuberg
- Weilach, Forsthaus
- Wintersberg
- Leistadt (Ortsbezirk)
- Bärbelhof
- Rabendeckel
- Weidenhof
- Ungstein (Ortsbezirk)
- Pfeffingen
- Sägmühle

## Verbandsfreie Stadt Grünstadt
Gemeindeteile in der Stadt Grünstadt:
- Asselheim (Ortsbezirk)
- Funkhäuser
- Neumühle, Wasserwerk
- Pfortmühle, Fabrik
- Ziegelhütte
- Grünstadt
- Sieghof
- Transformatorenhaus
- Sausenheim (Ortsbezirk)

## Verbandsgemeinde Deidesheim
Gemeinden und Gemeindeteile in der Verbandsgemeinde Deidesheim:
- Deidesheim, Stadt
  - Benjental
  - Looganlage
  - Luhrbach, Forsthaus
  - Silbertal, Forsthaus
  - Hof am Martinsweg
  - Hof im Herrgottsacker
- Forst an der Weinstraße
- Meckenheim
  - Berghof
  - Birkenhof
  - Bleichhof
  - Fasanenhof
  - Grundhof
  - Hof am Krähpfad
  - Hof am Zollstock
  - Hof im kleinen Sand
  - In den Herrgottsäckern
  - Lindenhof
  - Mörschhof
  - Schleidhof
  - Schreinshauserhof
  - Sandhof
  - Sonnenhof
  - Speierlinghof
  - Tannenhof
  - Handrichs Hof
  - Hof in den Marlachauen
- Niederkirchen bei Deidesheim
  - Martinushof
  - Falkenhof
- Ruppertsberg
  - Hof unter der Hoheburg
  - Hof am Mühlweg
  - Hof am Deidesheimer Weg

## Verbandsgemeinde Freinsheim
Gemeinden und Gemeindeteile in der Verbandsgemeinde Freinsheim:
- Bobenheim am Berg
- Dackenheim
- Erpolzheim
- Freinsheim, Stadt
  - Winterhalde
  - Haus Rabendeckel
  - Forsthaus Lindemannsruhe
- Herxheim am Berg
- Kallstadt
  - Forsthaus Wolfental
  - Annabergstraße
- Weisenheim am Berg
- Weisenheim am Sand
  - Eyersheimerhof
  - Eyersheimermühle

## Verbandsgemeinde Lambrecht (Pfalz)
Gemeinden und Gemeindeteile in der Verbandsgemeinde Lambrecht (Pfalz):
- Elmstein
  - Am Schützenhaus
  - Appenthal
  - Erlenbach (ehemals Gemeinde Wilgartswiesen)
  - Forsthaus Frechental (ehemalige Gemeinde Rhodt unter Rietburg)
  - Harzofen
  - Helmbach
  - Hornesselwiese
  - Iggelbach
  - Mückenwiese
  - Röderthal
  - Schafhof
  - Schwabenbach
  - Schwarzbach (ehemals Gemeinde Wilgartswiesen)
  - Speyerbrunn (ehemals Gemeinde Wilgartswiesen)
  - Stilles Tal, Hornesselwiese
  - Wolfsgrube, Forsthaus
- Esthal
  - Breitenstein
  - Erfenstein
  - Esthaler Forsthaus
  - Sattelmühle
- Frankeneck
- Lambrecht (Pfalz), Stadt
  - Iptestal
- Lindenberg
  - Alte Maschine
  - Dörrental
  - Krankental, Forsthaus
  - Neue Maschine
  - Nonnental
- Neidenfels
  - Neumühle, Fabriksiedlung
- Weidenthal
  - Eisenkehl
  - Mainzertal
  - Morschbacherhof, Forsthaus
  - Parkettfabrik
  - Rußmühle, Steinbruch

## Verbandsgemeinde Leiningerland
Gemeinden und Gemeindeteile in der Verbandsgemeinde Leiningerland:
- Altleiningen
  - Amseltal
  - Drahtzug
  - Gartenhof
  - Großsägmühle
  - Höningen
  - Junghof
  - Kleinsägmühle
  - Leininger Tal
  - Hof am Hang
  - Neuhof
  - Spechttal
  - Tränkwoog
  - Villa Waldheim
  - Weiherhof
- Battenberg (Pfalz)
  - Bickelhaube 1
- Bissersheim
  - Bruchmühle
  - Blockhaus 1
- Bockenheim an der Weinstraße
- Carlsberg
  - Carlsberg
  - Bacherhof
  - Böhlweg
  - Fichteck
  - Finkenhof
  - Hasental
  - Klapptor
  - Kleinfrankreich
  - Kupfertal
  - Margarethenhof
  - Schamberg
  - Seckenhäuserhof
  - Hertlingshausen
  - Frauenthalerhof
  - Jost, Haus
  - Oberselighof
  - Rahnenhof
  - Talhaus
  - Unterselighof
- Dirmstein
- Ebertsheim
  - Ebertsheim
  - Rodenbach (Ortsbezirk)
  - Kronenmühle
- Gerolsheim
  - Willersinnstraße 2
- Großkarlbach
  - Bosche (Geflügelfarm)
  - Heckmühle
- Hettenleidelheim
  - Margaretenhof
- Kindenheim
- Kirchheim an der Weinstraße
  - Blockhaus 2
  - Haus Kern
  - Lindenhof
  - Schloßhof
  - Ziegelhütte
- Kleinkarlbach
- Laumersheim
  - Weidenmühle, Fabrik
  - Weidenmühle 2
- Mertesheim
  - Neubau
- Neuleiningen
  - Am Sonnenberg
  - Maihof
  - Nackterhof
  - Nackterwäldchen
  - Neuleiningen-Tal
  - St.Nicolaushof
  - Süßenhof
  - Talberg
  - Wasserwerk
- Obersülzen
- Obrigheim (Pfalz)
  - Albsheim an der Eis
  - Krausmühle
  - Colgenstein-Heidesheim
  - Schloßmühle
  - Mühlheim an der Eis
  - Obrigheim
  - Neuoffstein
- Quirnheim
  - Boßweiler
  - Hertlingshäuserhof
  - Quirnheim-Tal: Bruchmühle, Göbelshaus, Neuhäuschen, Papiermühle
- Tiefenthal
  - Bahnhof Tiefenthal
- Wattenheim
  - Autobahnmeisterei
  - Görlesgrund
  - Hammermühle
  - Hetschmühle
  - Keckenhütte
  - Neuwoog
  - Schmelz
  - Wasserwerk

## Verbandsgemeinde Wachenheim an der Weinstraße
Gemeinden und Gemeindeteile in der Verbandsgemeinde Wachenheim an der Weinstraße:
- Ellerstadt
  - Akaziensiedlung
- Friedelsheim
- Gönnheim
  - Ellerstadt, Siedlung
- Wachenheim an der Weinstraße, Stadt
  - Haus Adam
  - Kreuzberg
  - Im langen Graben
  - Mundhardterhof
  - Odinstal
  - Pferchtal, Gaststätte
  - Rotsteig, Forsthaus